# Pere Martínez Sastre (futbolista)
Pere Martínez Sastre (Sabadell, Barcelona, España, 24 de julio de 1991) es un futbolista español que juega como defensa en el Cerdanyola del Vallès F. C. de la Segunda Federación.

## Trayectoria
Se formó en las categorías inferiores del R. C. D. Espanyol, llegando con dieciocho años hasta el filial del club catalán. En la temporada 2010-11 cambia de aires y se marcha a la cantera del Villarreal C. F. jugando la primera temporada en el Villarreal C. F. "C" en Tercera División. Tras realizar un gran año, en la siguiente temporada asciende al Villarreal C. F. "B" en la Segunda División jugando veintiséis partidos. En verano de 2012 el Hércules C. F. confirmó el fichaje de Pere para las tres siguientes temporadas.
Tras su salida de Alicante pasó por dos filiales, el Club Atlético de Madrid "B" y el R. C. D. Espanyol "B", antes de jugar cinco años en la U. E. Cornellà. De ahí se fue al C. F. Rayo Majadahonda, participando en quince partidos en la primera parte de la temporada antes de firmar por el Burgos C. F. en enero de 2020.
En agosto de ese mismo año fichó por la U. E. Llagostera, posteriormente llamada U. E. Costa Brava, donde permaneció dos temporadas antes de volver a la U. E. Cornellà.

## Clubes
| Club                                 | País   | Año       |
| ------------------------------------ | ------ | --------- |
| R. C. D. Espanyol "B"                | España | 2009-2010 |
| Villarreal C. F. "C"                 | España | 2010-2011 |
| Villarreal C. F. "B"                 | España | 2011-2012 |
| Hércules C. F.                       | España | 2012-2013 |
| Club Atlético de Madrid "B" (cedido) | España | 2013      |
| R. C. D. Espanyol "B"                | España | 2013-2014 |
| U. E. Cornellà                       | España | 2014-2019 |
| C. F. Rayo Majadahonda               | España | 2019-2020 |
| Burgos C. F.                         | España | 2020      |
| U. E. Costa Brava                    | España | 2020-2022 |
| U. E. Cornellà                       | España | 2022-2023 |
| Cerdanyola del Vallès F. C.          | España | 2023-     |